# 大成優子
大成 優子（おおなり ゆうこ、1974年 - ）は、日本の建築家。東京都生まれ。茨城県出身。

## 経歴
- 1997年　東京工業大学工学部建築学科卒業
- 1997～2002年 妹島和世建築設計事務所(SANAA)。
- 2002年　大成優子建築設計事務所設立。

現在、武蔵野美術大学非常勤講師 大成優子建築設計事務所主宰。

## その他
- 学生時代から建築デザイン分野で受賞歴がある。

## 主な作品
- 市川のアトリエ

## 受賞
- JCDデザイン賞2003大賞
- 第24回INAXデザインコンテスト入賞